# Kreuz Landstuhl-West
Ze is een knooppunt in de Duitse deelstaat Rijnland-Palts.
Op dit knooppunt kruist de A62 Dreieck Nonnweiler-de aansluiting Pirmasens-Winzeln de A6 Franse grens te westen van Saarbrücken-Tsjechische grens ten zuidoosten van Waidhaus.

## Richtingen knooppunt
| Aansluitende wegen            | Aansluitende wegen | Aansluitende wegen | Aansluitende wegen | Aansluitende wegen                                                 |
| ----------------------------- | ------------------ | ------------------ | ------------------ | ------------------------------------------------------------------ |
| richting Kusel / Trier        |                    |                    |                    | richting Ramstein-Miesenbach / Kaiserslautern Mannheim / Karlsruhe |
|                               |                    |                    |                    |                                                                    |
|                               |                    |                    |                    |                                                                    |
|                               |                    |                    |                    |                                                                    |
| richting Saarbrücken / Parijs |                    |                    |                    | richting Landstuhl-West / Pirmasens                                |